# Medrissa
Medrissa è un comune dell'Algeria, situato nella provincia di Tiaret.